# Boris Koreckij
Boris Nikolaevič Koreckij (in russo Борис Николаевич Корецкий?; Baku, 1º gennaio 1961) è un ex schermidore sovietico, vincitore di una medaglia d'oro nella scherma ai giochi olimpici.